# Aardbeiboomgroentje
Het aardbeiboomgroentje (Callophrys avis) is een vlinder uit de familie Lycaenidae. De wetenschappelijke naam is gepubliceerd in 1909 door Thomas Algernon Chapman.

## Verspreiding
De vlinder is te vinden op plaatsen waar de aardbeiboom groeit, daar worden meestal de eitjes op afgezet. Dat kan zijn in bossen met altijd groene loofbomen, maar ook op heide en in struikgewas. De vlinder kent een generatie per jaar en vliegt in april, mei en juni.
De niet-bedreigde soort komt voor in noordelijk Portugal, in Spanje onder andere in Catalonië en Baskenland, en in Frankrijk langs de Middellandse Zee.